# В мире женщин (телесериал)
«В мире женщин» (порт. Mulher) — бразильский телесериал.

## О сериале
«В мире женщин» — сериал в нетипичном для Латинской Америки формате «seriado» — еженедельных самостоятельных глав, связанных лишь несколькими основными персонажами и местом действия (женской клиникой). Напоминая во многом известную «Скорую помощь» (даже наличием американской сценаристки Линн Маммет), сериал имел и свои особенности: гинекологическая направленность сюжета, действие происходит не в государственной клинике, а в частной.
Главным героиням — опытныму доктору Марте (Эва Вилма) и её молодой коллеге доктору Крис (Патрисия Пиллар) в каждой серии приходится лечить женские тела и души помогать их близким мужчинам, решать свои личные проблемы, бороться с вечными глупостями Афраниу (Кассиу Габуш Мендес).

## В ролях
- Эва Вилма — доктор Марта Корреа Лопес
- Патрисия Пиллар — доктор Крис
- Карлос Зара — Отавиу
- Кассиу Габуш Мендес — Афраниу
- Маурисиу Маттар — Карлос
- Карла Даниэл — Ширли
- Лусия Алвеш — Телма
- Нильду Паренте— Августу
- Паулу Барбоса — Амаури
- Моника Торрес — Анаир
- Рикарду Павао — Нилу

### Приглашённые актёры
- 1 серия: Адриана Эстевес, Марселу Серраду, Наталия Лаже
- 2 серия: Карла Маринш, Тука Андрада, Паулу Гуларт, Ванесса Лоэш
- 3 серия: Марсело Антони, Маркос Фрота
- 4 серия: Элиане Джардини (Анита), Флавиу Галвау, Таис Араужу, Андре Гонсалвеш, Элиза Лусинда, Антониу Помпеу
- 5 серия: Малу Мадер, Леонарду Брисиу, Паулу Бетти, Алешандри Боржес, Суэли Франку, Неуза Боржес, Дуда Мамберти.
- 6 серия: Патрисия Франса, Педру Васконселус, Кристина Муллинс, Жозе ди Абреу, Ансельму Васконселус.
- 7 серия: Нивея Мария, Дениш Карвальо, Изабела Гарсия, Тауматурго Феррейра, Нисети Бруно, Ивонн Хоффман.
- 8 серия: Мауро Мендонса, Лусиана Брага, Шуша Лопеш.
- 9 серия: Клаудиу Марзу, Жозе Майер, Майте Проэнса, Элизабет Савалла.
- 10 серия: Осмар Праду, Дебора Эвелин, Тассия Камаргу.
- 11 серия: Жозе Вилкер, Элена Раналди, Тереза Сейблиц, Джаксон Антунес, Ирвинг Сан-Паулу, Катарина Абдалла.
- 12 серия: Летисия Спиллер, Марселу Новаеш, Луиза Кардосу, Тато Габус, Леандра Леал, Жозе Августу Бранку.
- 13 серия: Рене ди Вельмонд, Клаудия Оана, Сесил Тире, Тонику Перейра, Мария Сильвия.
- 14 серия: Мария Луиза Мендонса, Жулия Леммертц, Габриэл Брага Нуннес.
- 15 серия: Бет Гуларт, Палома Дуарте, Селтон Меллу, Эдуарду Галвау.
- 16 серия: Ана Паула Арозио (Лули), Родриго Санторо (Жоржи), Клаудия Лира, Карлос Эдуарду Долоабелла, Рози Кампус.

## Премии
- 1999 год, премия «APCA»: лучшая телепрограмма